# Каса-де-Контратасьон

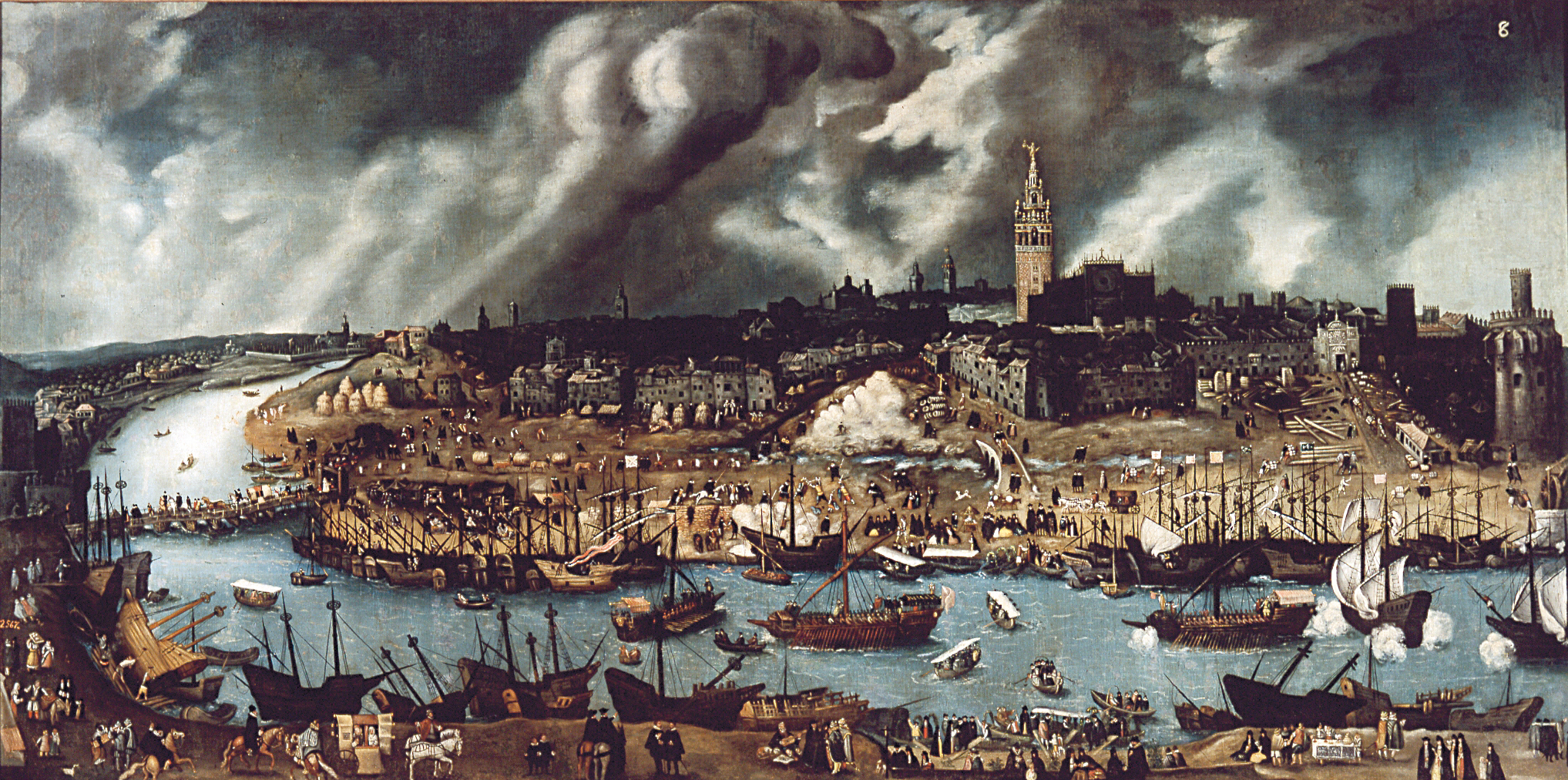
Севилья во второй половине XVI-го века, Алонсо Санчес Коэльо. Музей Америки в Мадриде.

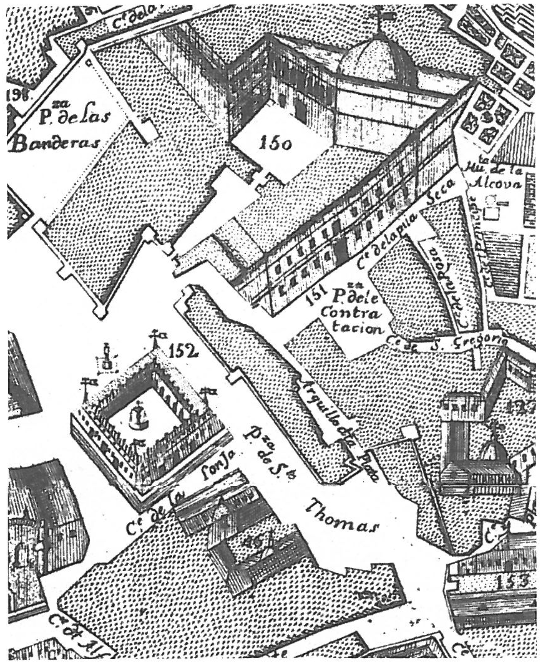
План Севильи 1771 г., с описанием Каса-де-Контратасьон

Каса-де-Контратасьон (исп. La Casa de Contratación, букв. «Торговый дом») — правительственное агентство Испанской империи, управлявшее всей её исследовательско-колонизационной деятельностью. Официальное название — La Casa y Audiencia de Indias.
Агентство было основано в 1503 году в Севилье кастильской королевой Изабеллой. Выбор Севильи в качестве штаб-квартиры Каса-де-Контратасьон был неслучаен. Уэльва имел недостаточно развитые сухопутные маршруты с остальной частью Испании, кроме того это был город, имеющий долгую историю автономии, что вызывало у испанской короны некоторые опасения,  а Кадис был  расположен на острове,  что фактически являлось одновременно его сильной и слабой стороной. В Севилью же можно было добраться водным маршрутом через Гвадалквивир, а также в наличии была надежный сухопутный маршрут.        
Сначала штаб-квартира Каса-де-Контратасьон располагалась на Королевских Верфях Севильи, но, из-за нахождения в низине, что вредило дорогостоящим товарам, оно вскоре переехало в здание Реального Алькасара.      
Задачей агентства была организация экспедиций, сохранение в тайне открытий, ведение торговли с новооткрытыми территориями. Оно брало 20 % налог, называемый квинто-реаль (королевская пятая) со всех драгоценных металлов, поступавших в Испанию. Другие налоги и пошлины могли доходить до 40% от стоимости товаров, и взымались, чтобы обеспечить военно-морскую защиту судов. Также существовал сбор в размере до 10% чтобы стимулировать развитие и экономический рост в колониях. Каждый корабль, который отправлялся в Новый Свет был обязан нанять служащего Каса-де-Контратасьон, который бы вел журнала учета всех перевозимых грузов и всех операций.  
В отличие от действующих позднее Восточно-Индийских компаний, частных компаний, созданных голландцами , англичанами, Каса-де-Контратасьон собирала все колониальные налоги и пошлины, одобряла все маршруты, хранила секретную информацию о торговых путях и новых открытиях, выдавала  лицензии капитанам.  
В теории, ни один испанец не мог отплыть куда-либо без санкции агентства. В тесном контакте с Каса-де-Контратасьон работала Консуладо де меркадерес — торговая гильдия, осуществлявшая торговлю с заморскими территориями. Для контроля, защиты и регулирования торговли был организован «Серебряный флот».
Одной из важнейших задач агентства было составление и обновление Падрон Реаль — официальных секретных испанских карт мира, на основе которых составлялись навигационные карты для кораблей. Первая версия Падрон Реаль была составлена в 1507—1508 годах; впоследствии офицеры всех экспедиций по возвращении в Испанию были обязаны представить в Каса-де-Контратасьон отчёт обо всех своих открытиях с указанием географических координат.
В 1519 году был издан Королевский указ, предписывающий Каса-де-ла-Контратасьон отправить своего представителя в Кадис для посещения кораблей, которые хотели отправиться в Индию, чтобы они не поднимались вверх по реке в Севилью.  С 1519 по 1535 год представитель Каса-де-ла-Контратасьон проживал в Кадисе.

Вместе с общим упадком империи к концу XVII века агентство также выродилось в забюрократизированную организацию, а Испанская империя потерпела крах, прежде всего из-за неспособности  финансировать как войну на континенте, так и глобальную империю.  В 1717 году его перевели из Севильи в Кадис, тем самым уменьшив значение Севильи в международной торговле. Позже Карл III ограничил полномочия Каса-де-Контратасьон.  А его сын, Карл IV, полностью закрыл его в 1790 году.